# 잠용산
잠용산(潛龍山)은 대구광역시 달성군 논공읍 북리에 위치한 산으로, 잠룡산이라 일컫기도 한다. 잠용산이란 이름은, 산이 굽이치듯 마을을 감싸안고 있는 모양이, 잠들어 있는 용과 비슷하여 붙여졌다는 설이 있다. 1990년대 후반에 산에 크게 화재가 나서 산이 훼손된 적이 있으며, 아직까지 복구는 더디다. 산 경사는 완만하고 산 정상부근에는 갈대와 소나무가 우거져 있으며, 마을 전경을 모두 아울러 볼 수 있어 경관이 우수하다. 잠용산 맞은편에는 구쌍산이 있고 옆에는 낙동강이 흐른다.

## 같이 보기
- 한국의 산